# Mogens Rosenkrantz
Mogens Rosenkrantz (født ca. 1700, død 20. november 1778 på Palsgård) var en dansk adelsmand, gehejmeråd og justitiarius i Højesteret. Mogens Rosenkrantz tilhørte den såkaldte Glimminge-linje af den store Rosenkrantz-slægt. Han var søn af af Axel Rosenkrantz til Spøttrup (d. 1724) og Karen Reedtz (d. 1721). Han overtog efter faderens død dennes ejendom og synes ikke at have beklædt nogen embedsstilling, før han 1748 beskikkedes til assessor i højesteret. Samme år udnævntes han til etatsråd. 1754 blev han konferensråd og 1755 kammerherre. 1759 blev han deputeret for finanserne, var 1762-67 desuden medlem af Kommissionen til Landvæsenets Forbedring og arbejdede i den forbindelse meget for opdyrkningen og kolonisationen af de jyske heder. 1765 udgik han af den øverste finansstyrelse og udnævntes til justitiarius i højesteret. Samme år udnævnt til gehejmeråd. Han sad dog kun 4 år i dette betydningsfulde embede. 1766 blev han medlem af Lovrevisions-kommissionen og var tillige 1766-76 kurator for Vemmetofte Kloster. Han døde 1778 på Palsgård med en meget belastet økonomi. 1776 havde han måttet sælge Spøttrup. 1760 blev han Ridder af Dannebrog, 1763 fik han enkedronning Sophie Magdalenes orden l'Union Parfaite.
Han var gift 1. med Elisabeth Sophie von Holsten (1704-1738), 2. gang (9. juni 1747 i Ålborg Budolfi Kirke) med Christence Hornemann (1690-1763). I første ægteskab fødtes 2 sønner og 3 døtre. 